# Kreuzkirche (Zeulenroda)
Die Kreuzkirche ist neben der Dreieinigkeitskirche die zweite große evangelische Kirche in Zeulenroda.
Nachdem die an gleicher Stelle stehenden Vorgängerbauten der heutigen Kreuzkirche mehrfach – zuletzt 1818 – abgebrannt waren, gründete Oberpfarrer Alfred Resch 1866 einen Kirchenbaufonds, der es zusammen mit der Unterstützung von Stiftungen und der Stadt ermöglichte, mit dem Wiederaufbau der Kirche zu beginnen. 1885 wurde am 1. Advent die Kreuzkirche in ihrer heutigen Gestalt eingeweiht. 1887 wurde die Orgel eingebaut. In den 1990er Jahren wurde die Kirche umfassend saniert.
Das mittlere Altarfenster ist eine Stiftung des Fürsten Heinrich XXII. Reuß und zeigt Jesus Christus am Kreuz und das reußische Wappen. Neben der Kreuzkirche befindet sich der städtische Friedhof.
Seit dem Jahr 2020 dient das Kirchengebäude dem VIVA Kulturforum als Veranstaltungsgebäude. Seitdem werden verschiedene Baumaßnahmen durchgeführt, um das Gebäude für die neue Nutzung zu ertüchtigen. 2023/24 wird ein modernes Funktionsgebäude mit einem überdachten Verbindungsgang dem Kirchenbau zur Seite gestellt.

## Nachweise
1. ↑  https://www.viva-kulturforum.de/projekt/

Koordinaten: 50° 38′ 44,3″ N, 11° 58′ 54,3″ O